# Michał Romanow (1878–1918)
Michał Aleksandrowicz Romanow, ros. Михаил Александрович (ur. 22 listopada?/4 grudnia 1878, zm. 13 czerwca 1918) – wielki książę Rosji, czwarty syn cesarza Aleksandra III i Marii Fiodorowny (Dagmary Duńskiej – córki Chrystiana IX), w latach 1899–1904 cesarzewicz – następca tronu rosyjskiego, przez jeden dzień niekoronowany ostatni cesarz Imperium Rosyjskiego jako Michał II.

## Wielki książę
Jako sztabsrotmistrz w 1907 dowodził szwadronem Lejb-Gwardyjskiego Pułku Kirasjerów Jej Wysokości (w tym czasie cesarzowej Marii Fiodorowny, jego matki). Po zawarciu małżeństwa morganatycznego otrzymał dowództwo nad Czernihowskim pułkiem huzarów w guberni orłowskiej, gdzie był właścicielem dóbr Brasowo (obecnie obwód briański). Z tego powodu jego małżonka otrzymała później od cara Mikołaja II tytuł hrabiny Brasow.
Michał Romanow był uczestnikiem I wojny światowej. Dowodził Kaukaską Krajową Dywizją Kawaleryjską, a od lutego 1916 roku 2 Korpusem Kawaleryjskim (nominacja na generała-lejtnanta z 1916).

## Ostatni cesarz Imperium Rosyjskiego

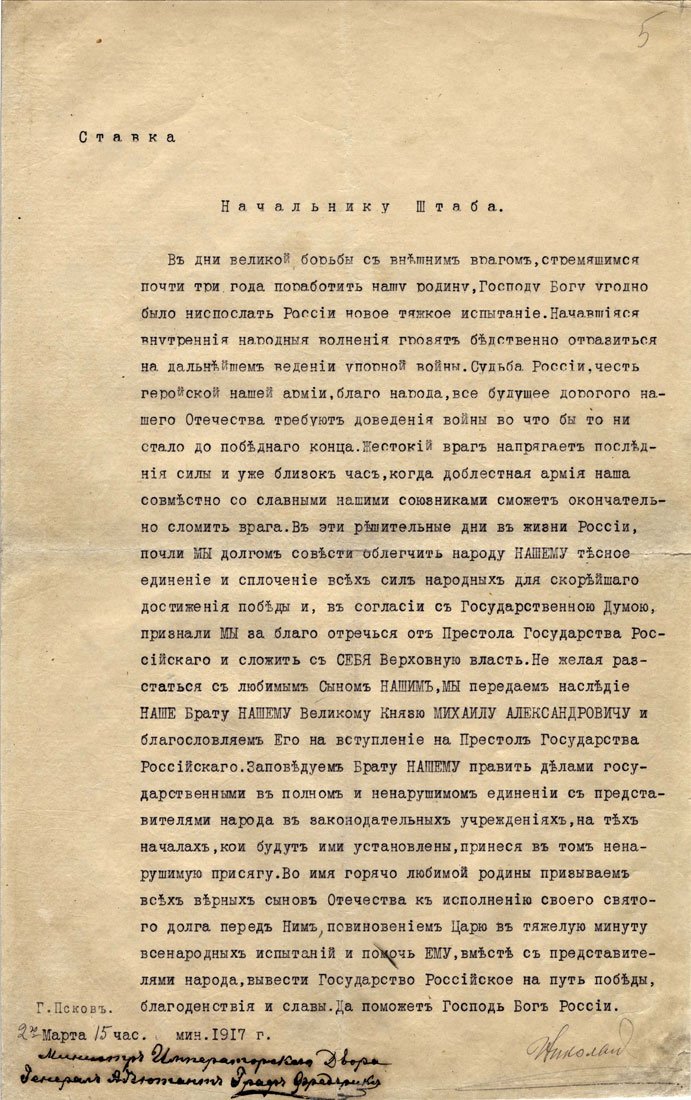
Akt abdykacji Mikołaja II na rzecz Michała II

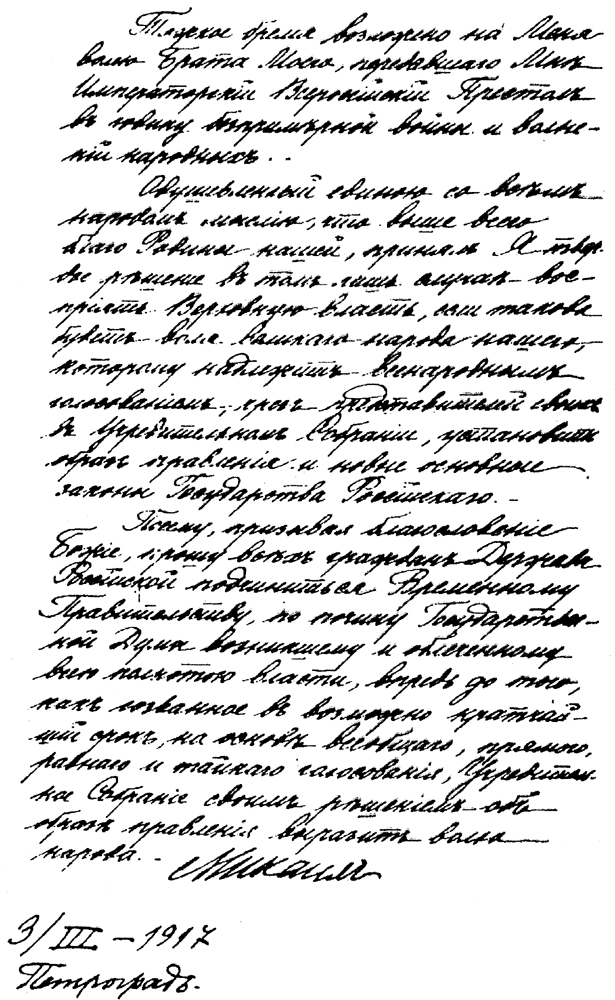
Oświadczenie Michała Aleksandrowicza o rezygnacji z tronu Imperium Rosyjskiego

Był teoretycznie ostatnim cesarzem Imperium Rosyjskiego, ale uznanie go za rzeczywistego cesarza jest sprawą dyskusyjną.
2 marca?/15 marca 1917 Mikołaj II, w imieniu swoim i syna Aleksego, abdykował na rzecz swojego brata Michała. Tego samego dnia  Michał otrzymał telegram od Mikołaja II, który tytułował go cesarzem wszechrosyjskim Michałem II. Panowanie Michała II trwało jedną noc, gdyż następnego dnia odmówił przyjęcia korony i oświadczył, że przyjmie ją tylko wtedy, gdy przekaże mu ją Konstytuanta.
Do tego czasu przekazał władzę Rządowi Tymczasowemu z księciem Gieorgijem Lwowem na czele i akt ten podpisał posługując się tytułem wielkiego księcia. Tak więc opinie, czy należy zaliczać go do cesarzy rosyjskich, są podzielone: nie został koronowany, formalnie odmówił przyjęcia korony, nie posługiwał się tytułem cesarskim, ani też nie sprawował rzeczywistej władzy. Z drugiej strony, to na jego rzecz abdykował Mikołaj II i to on wydał ostatni akt o znaczeniu państwowym sygnowany przez dom Romanowów. Dopiero jego abdykacja ostatecznie położyła kres rosyjskiej monarchii po tym, jak Rząd Tymczasowy rozwiązał Dumę Państwową, przekształcając kraj praktycznie w republikę (formalnie nastąpiło to 1/14 września 1917).
Wkrótce po abdykacji został aresztowany i w lutym 1918 roku wywieziony z Gatczyny do Permu. Tam 13 czerwca 1918 roku został rozstrzelany przez czekistów; ciało spalono i zatarto ślad po zbrodni. Na zachód udało się uciec małżonce Michała. Hrabina wraz z dzieckiem, urodzonym w 1910 roku Jurijem Brassowem, przedostała się do Francji, gdzie w latach 20. utrzymywała się z prowadzonej pracowni krawieckiej. Syn zginął w 1931 roku w wypadku samochodowym.

## Życie prywatne
Był ulubionym synem cesarza Aleksandra III, ze względu na swoje poczucie humoru. W 1912 zawarł potajemnie w Wiedniu małżeństwo z rozwódką Natalią Szeremietjewską (1880–1952), w wyniku czego jego brat cesarz Mikołaj II zakazał mu powrotu na dwór; odebrane mu zostało również prawo regencji nad małoletnim następcą tronu. Jego małżonka była zimno traktowana przez Imperatorową Marię Fiodorównę. Przebaczenie uzyskał dopiero w 1914. Z żoną doczekał się syna, urodzonego przed ich ślubem, hrabiego Jurija Brasowa.

## Upamiętnienie
- 24 sierpnia 2016 w Orle odsłonięto jego popiersie[8].

## Genealogia
| Prapradziadkowie                                                                         | cesarz Imperium Rosyjskiego Paweł I Romanow (1754–1801) ∞ 1776 Maria Fiodorowna1) (1759–1828)   | król Prus Fryderyk Wilhelm III Hohenzollern (1770–1840) ∞ 1793 Luiza Mecklemburg-Strelitz (1776–1810) | wielki książę Hesji Ludwik I Heski (1753–1830) ∞ 1777 Luiza Henryka Heska (1761–1829)           | Karol Ludwik Badeński (1755–1801) ∞ 1774 Amalia Fryderyka Heska (1754–1832)                     | Fryderyk Karol Schleswig-Holstein-Sonderburg-Beck (1757–1816) ∞ 1780 Fryderyka Amalia Schlieben (1757–1827)                  | landgraf Karol Hessen-Kassel (1744–1836) ∞ 1766 Luiza Oldenburg (1750–1831)                                                  | Fryderyk Hessen-Kassel (1747–1837) ∞ 1786 Karolina Nassau-Usingen (1762–1823)                 | książę Fryderyk Oldenburg (1753–1805) ∞ 1774 Zofia Mecklenburg-Schwerin (1758–1794)           |
| Pradziadkowie                                                                            | Imperium Rosyjskiego Mikołaj I Romanow (1796–1855) ∞ 1817 Aleksandra Fiodorowna2) (1798–1860)   | Imperium Rosyjskiego Mikołaj I Romanow (1796–1855) ∞ 1817 Aleksandra Fiodorowna2) (1798–1860)         | wielki książę Hesji Ludwik II Heski (1777–1848) ∞ 1804 Wilhelmina Badeńska (1788–1836)          | wielki książę Hesji Ludwik II Heski (1777–1848) ∞ 1804 Wilhelmina Badeńska (1788–1836)          | książę Fryderyk Wilhelm Schleswig-Holstein-Sonderburg-Glücksburg (1785–1831) ∞ 1810 Luiza Karolina Hessen-Kassel (1789–1867) | książę Fryderyk Wilhelm Schleswig-Holstein-Sonderburg-Glücksburg (1785–1831) ∞ 1810 Luiza Karolina Hessen-Kassel (1789–1867) | landgraf Wilhelm Heski (1787–1867) ∞ 1810 Luiza Charlotta Oldenburg (1789–1864)               | landgraf Wilhelm Heski (1787–1867) ∞ 1810 Luiza Charlotta Oldenburg (1789–1864)               |
| Dziadkowie                                                                               | Imperium Rosyjskiego Aleksander II Romanow (1818–1881) ∞ 1841 Maria Aleksandrowna3) (1824–1880) | Imperium Rosyjskiego Aleksander II Romanow (1818–1881) ∞ 1841 Maria Aleksandrowna3) (1824–1880)       | Imperium Rosyjskiego Aleksander II Romanow (1818–1881) ∞ 1841 Maria Aleksandrowna3) (1824–1880) | Imperium Rosyjskiego Aleksander II Romanow (1818–1881) ∞ 1841 Maria Aleksandrowna3) (1824–1880) | Król Danii Chrystian IX Glücksburg (1818–1906) ∞ 1842 Luiza Hessen-Kassel (1817–1898)                                        | Król Danii Chrystian IX Glücksburg (1818–1906) ∞ 1842 Luiza Hessen-Kassel (1817–1898)                                        | Król Danii Chrystian IX Glücksburg (1818–1906) ∞ 1842 Luiza Hessen-Kassel (1817–1898)         | Król Danii Chrystian IX Glücksburg (1818–1906) ∞ 1842 Luiza Hessen-Kassel (1817–1898)         |
| Rodzice                                                                                  | Imperium Rosyjskiego Aleksander III Romanow (1845–1894) ∞ 1866 Maria Fiodorowna4) (1847–1928)   | Imperium Rosyjskiego Aleksander III Romanow (1845–1894) ∞ 1866 Maria Fiodorowna4) (1847–1928)         | Imperium Rosyjskiego Aleksander III Romanow (1845–1894) ∞ 1866 Maria Fiodorowna4) (1847–1928)   | Imperium Rosyjskiego Aleksander III Romanow (1845–1894) ∞ 1866 Maria Fiodorowna4) (1847–1928)   | Imperium Rosyjskiego Aleksander III Romanow (1845–1894) ∞ 1866 Maria Fiodorowna4) (1847–1928)                                | Imperium Rosyjskiego Aleksander III Romanow (1845–1894) ∞ 1866 Maria Fiodorowna4) (1847–1928)                                | Imperium Rosyjskiego Aleksander III Romanow (1845–1894) ∞ 1866 Maria Fiodorowna4) (1847–1928) | Imperium Rosyjskiego Aleksander III Romanow (1845–1894) ∞ 1866 Maria Fiodorowna4) (1847–1928) |
| Michał Aleksandrowicz Romanow (ur. 22 listopada 1878, zm. 13 czerwca 1918) wielki książę |                                                                                                 | |                                                                                                 |                                                                                                 | | |                                                                                               |                                                                                               |

1. właściwie: Zofia Dorota Wirtemberska.
2. właściwie: Fryderyka Luisa Charlotta Wilhelmina Hohenzollern.
3. właściwie: Maksymiliana Wilhelmina Maria Hessen-Darmstadt.
4. właściwie: Maria Zofia Fryderyka Dagmara.